# Ptinus semiobscurus
Ptinus semiobscurus is een keversoort uit de familie klopkevers (Ptinidae). De wetenschappelijke naam van de soort werd in 1890 gepubliceerd door Maurice Pic.